# 이원조 (1792년)
이원조(李源祚, 1792년 ~ 1871년)은 조선 후기의 성리학자, 문신이자 시인이다. 본관은 성산(星山). 초명은 이영조(李永祚), 자는 주현(周賢), 호는 응와(凝窩)이다.
1809년(순조 9) 지방 향시에 두 번 급제하고, 별시문과에 을과로 급제하여 1837년(헌종 3) 정언(正言) 등을 역임했다. 정언으로 재직 중 영남의 흉년 구제책을 상호하였다. 이후 철종 때 병조참판을 거쳐 1850년(철종 1) 경주부윤이 되었다. 경주부윤 재직 중 경상좌도 암행어사 김세호(金世鎬)의 탄핵을 받고 삭직됐다가 재기용, 1852년 대사간이 되어 여러번 대사간에 재임명되었다. 1856년(철종 7) 대사헌, 호군을 거쳐 1864년(고종 1) 다시 대사간이 되었다가 공조판서에 이르렀다. 저서로는 《응와문집》, 《응와잡록》 등이 있다. 사도세자의 호위 무사였던 이석문(李碩文)의 증손이다. 입재 정종로(立齋 鄭宗魯)의 문인이다. 시호는 정헌(定憲)이다. 경상북도 성주 출신.

## 생애
경상북도 성주군 월항면 대산리에서 출생했다. 사도세자의 호위 무사였던 이석문(李碩文)의 증손으로, 할아버지는 이민겸(李敏謙)이다. 아버지는 진사 통덕랑 함청헌 이형진(涵淸軒 李亨鎭)이며, 어머니는 함양박씨(咸陽朴氏)로 박난경(朴鸞慶)의 딸이다. 큰아버지이자 종숙 정언 농서 이규진(農棲 李奎鎭)에게 입양되었다. 양어머니이자 백모는 동래정씨(東萊鄭氏)로 정홍좌(鄭弘佐)의 딸이다.
그의 선조들은 대대로 성주읍내에 살다가 성주읍내에 역참이 들어서고 말과 역을 관리하는 중인들이 모여들자, 양반이 살 곳이 못된다며 대산리로 이주했다. 그러다가 1721년(경종 1년) 그의 고조부 이이신이 대산리 내 현재의 응와종택 주변으로 이주, 거주하게 됐다.
증조부 이석문의 아들이자 이민겸의 동생 이민검은 아들이 없던 숙부 이석유에게 양자 입양되었고, 이민검 역시 아들이 없어 생가의 형제 이민겸의 아들 이형진이 숙부이자 호적상 당숙이 된 이민검의 양자로 입양하였다. 이형진의 본생가 형인 이규진에게 아들이 없어 이형진은 자신의 차남 이원조를 형에게 다시 입양보냈다. 생부 이형진의 생부는 조부 이민겸이고, 생조부는 이석문인데, 생부 이형진의 양부 이민검은 생조부 이석문의 아들이 된다.
그의 양부 이규진, 조부 이민겸, 증조부 이석문은 여러번 거듭 증직 교지를 받았는데 그의 현달에 의한 것이다. 그런데 철종은 그를 특별히 아껴, 그의 생부 이형진, 생부의 양부 이민검, 생부의 양조부 이석유에게도 증 호조참판, 증 좌승지, 증 사복시정의 벼슬을 그가 병조참판에 임명되자, 특별 추증했다.
어려서 가학을 수학하고, 뒤에 퇴계 이황의 학통을 계승했다. 10세에 사서 등을 통독하고 12세에 과거 시험에 쓰이는 글을 배웠다. 나중에 입재 정종로(立齋 鄭宗魯)를 찾아가 수학하였다. 1809년(순조 9) 향시에 두 번 급제하고 상경, 그 해의 별시문과에 을과로 급제하였다. 그러나 어려서 출세하는 것이 좋지 않다는 생부 이형진, 양부 이규진 등의 권고로 10년간 독서하면서 지냈다. 1837년(헌종 3) 사간원 정언이 되었다.
1837년(헌종 3) 정언으로서 기강이 문란하여져 사족(士族)들의 사치가 극도에 달하였으며, 이와는 달리 계속된 흉년으로 민중들의 생활고와 빈곤이 형언할 수 없을 지경임을 이유로 쇄신책을 단행할 것을 건의하였다. 1837년(헌종 3) 정언(正言)을 거쳐 삼사의 요직을 역임하고 1840년 4월 강릉부사(江陵府使)로 부임하였다. 1841년 1월 제주목사(濟州牧使)로 발령받아 부임하였다. 
1849년 병조참판 재직 중, 철종의 특별지시로 생부 이형진, 생부의 양부 이민검, 생부 양조부이자 그의 종증조부 이석유 3대가 특별 증직을 받았다. 1850년(철종 1년) 경주부윤(慶州府尹)으로 부임하였다.
1850년(철종 1) 경주부윤 재직 중 경상좌도(慶尙左道) 암행어사 김세호(金世鎬)의 탄핵으로 삭직되었다. 다시 기용되어 1854년 대사간이 되고 여러번 대사간에 재임명되었다. 이어 대사헌을 거쳐 공조판서에 이르렀다. 1856년(철종 7) 대사헌, 호군을 거쳐 1864년(고종 1) 새로 즉위한 고종에게 향약을 보급할 것과 천주교 비판, 《효경(孝經)》과 《소학(小學)》을 선비들에게 권면할 것을 상주하였다. 1864년(고종 1) 다시 대사간에 제슈되었다가 1865년 한성부판윤으로 발탁되었다. 1869년(고종 6년) 과거 급제한지 60년이 지나 문과(文科) 회방인(回榜人)이라는 이유로 다시 1계급 특진했고, 공조판서, 1871년(고종 8년) 판의금부사에 이르렀다. 그는 부득이, 어쩔 수 없이라는 말을 나라 망치는 말이라며 기회와 실천의 중요성을 지적했다. 만년에는 성주군 가천면 화죽리, 가야산 포천계곡 상류의 만귀정((晩歸亭))에서 여생을 보냈다.

### 사후
저서로는 《응와문집 (凝窩文集)》, 응와잡록 (凝窩雜錄)이 있으며, 문집 응와집 혹은 응와문집은 사후 1926년 박봉세(朴鳳洗) 등에 의해 정리, 간행되었다. 응와잡록은 대윤, 소윤의 갈등부터 시작, 붕당의 흐름 및 허봉(許篈)이 야사·잡기에서 추려서 엮은 해동야언초에서 일부 내용을 발췌했고, 3번째 권은 효종의 딸 숙정공주의 남편 동평위 정재륜(東平尉 鄭載崙)이 50여년 궁중에 출입하며 보고 들은 기록을 엮은 모음집, 세종 때부터 숙종 때에 이르기까지 고사에서 일화를 엮은 견한록(遣閑錄)의 일부 내용을 발췌, 엮어서 수록했다. 1875년(고종 12) 정헌(定憲)의 시호가 추서되었다.